# Каменяр (футзальний клуб)
«Каменяр» — український футзальний клуб із міста Дрогобича, заснований у 1997 році при Інституті фізичної культури та здоров’я Дрогобицького державного педагогічного університету.
У 1990-х та 2000-х роках команда виступала в Першій лізі України, регулярно брала участь у міських та обласних змаганнях. На студентському рівні «Каменяр» здобув титул чемпіона України серед закладів вищої освіти у сезоні 2014/15.

## Досягнення
Перша ліга України з футзалу
- Бронзовий призер (1): 1997/98

 Чемпіонат України серед ВНЗ
- Чемпіон (1): 2014/15.[4]
- Срібний призер (1): 2012/13.[5]

## Назви
- «Каменяр» (1990-ті, після 2013)
- «Каменяр-Термопласт» (до 2013)

## Тренери
- Іван Ільчишин (2006-2007)
- Микола Лук'яненко (*2013)

## Вихованці
- Іван Ільчишин (екс-тренер «Каменяра» та «Галичини»)
- Василь Малик (найкращий бомбардир Першої ліги: 1997/98, екс-тренер «Галичини» та «Ниви»)
- Назар Міліщук (нападник канадського «Юкрейн Юнайтед»)
- Михайло Зварич (бронзовий призер Чемпіонату світу (2024)[1], півфіналіст Чемпіонату Європи (2022) у складі збірної України)[6]